# John Stave

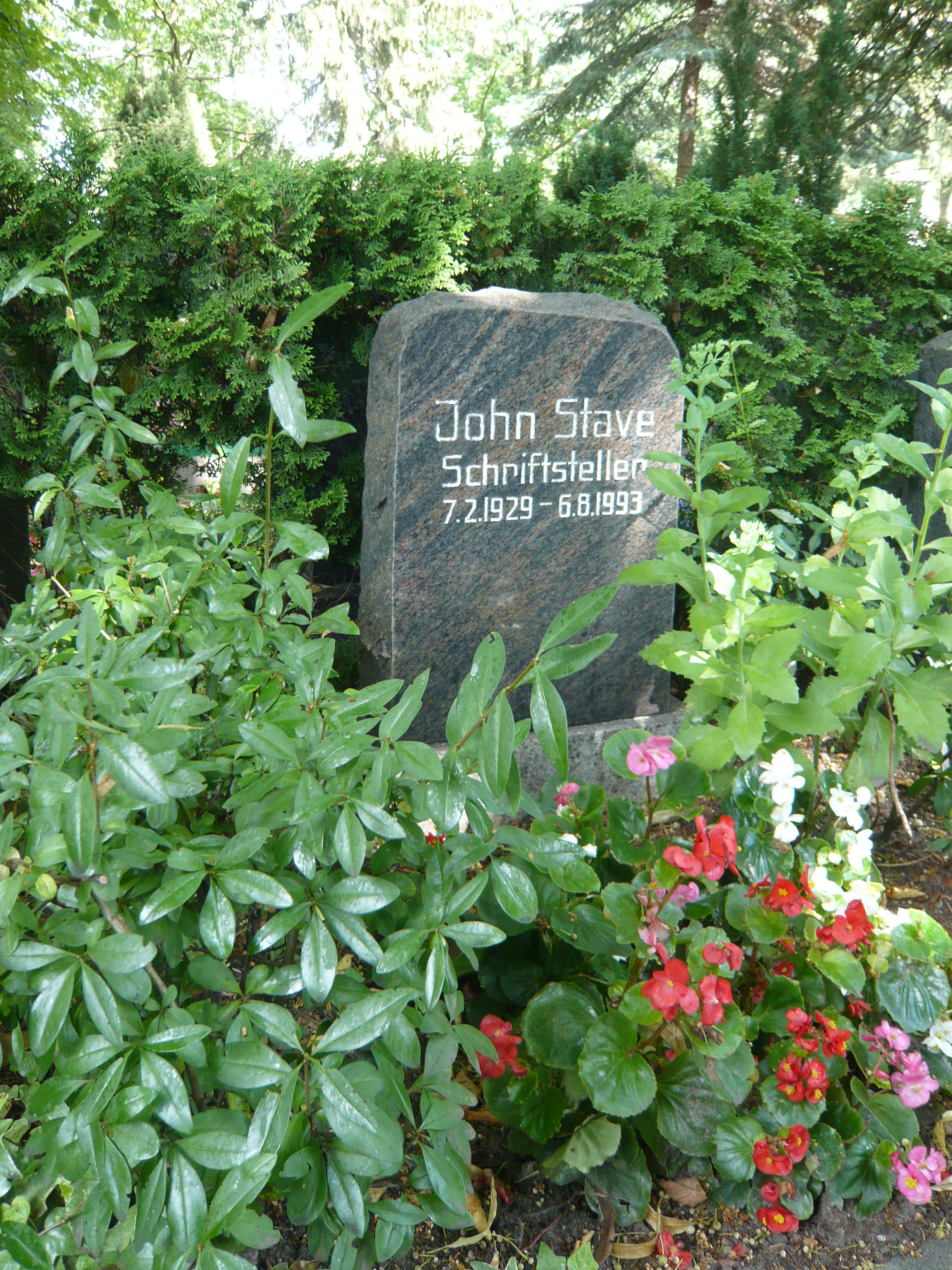
Grab von John Stave

John Stave (* 7. Februar 1929 in Berlin; † 6. August 1993 ebenda) war ein deutscher Satiriker und Schriftsteller, der mit seinen satirischen Kurzgeschichten in der DDR-Zeitschrift Eulenspiegel bekannt wurde.

## Leben
Er wuchs als Sohn des Motorschlossers Wilhelm Stave (in den Berliner Adressbüchern als Stawe oder Staave verzeichnet) im Berliner Stadtbezirk Friedrichshain in der Zorndorfer Straße 37 (heute Mühsamstraße 67) auf.
Politisch engagierte sich John Stave nach dem Zweiten Weltkrieg für den Wiederaufbau in der DDR, arbeitete zunächst in der von Paul Wandel geleiteten Zentralverwaltung für Volksbildung und anschließend im Amt für Information, dessen Leitung Gerhart Eisler innehatte. Ab Ende 1951 arbeitete Stave in der satirischen Wochenzeitung Frischer Wind und dem Nachfolgemagazin Eulenspiegel als Redakteur. Zum Jahreswechsel 1961/1962 wurde Stave freiberuflicher Schriftsteller, verfasste jedoch weiterhin Glossen und Kurzgeschichten für den Eulenspiegel. In der Folgezeit veröffentlichte Stave eine Vielzahl von Sammlungen seiner Geschichten. 1983 erschien eine auf Schallplatte gepresste Lesung verschiedener Geschichten unter dem Titel Das äußerst Gefährliche an einer Dogge bei LITERA, darüber hinaus sind von ihm gelesene Geschichten auf den LITERA-Langspielplatten Eulenplatte und und wieder die Eule zu finden.
In dem bis 2006 neunmal aufgelegten, fast 300-seitigen Text Stube und Küche. Erlebtes und Erlesenes (Eulenspiegel-Verlag 1987) lässt Stave vor autobiografischem Hintergrund die Alltagsgeschichte des östlichen Teils seines Berliner Heimatbezirks Friedrichshain von 1928 bis 1985 in teils soziologischer, teils feuilletonistischer Manier wiedererstehen.
Einen Großteil von Staves Werken bilden satirische oder feuilletonistische Kurzgeschichten, aber er trat ebenso mit humorvollen Kindergeschichten an die Öffentlichkeit. Seine Ehefrau Gabriele Stave gab nach Staves Tod das Buch Das Chamäleon bin ich heraus, in dem sie neben eigenen Texten und Beiträgen von John Stave auch die Lebensgeschichte ihres Ehemannes schildert. Stave wohnte in der Bersarinstraße 27 (heute Petersburger Straße).
John Stave wurde auf dem Georgen-Parochial-Friedhof II an der Landsberger Allee beigesetzt.